# Ctenitis sciaphila
Ctenitis sciaphila är en träjonväxtart som först beskrevs av William Ralph Maxon, och fick sitt nu gällande namn av Ren-Chang Ching. Ctenitis sciaphila ingår i släktet Ctenitis och familjen Dryopteridaceae. Utöver nominatformen finns också underarten C. s. raivavensis.